# تپه حاج یوسف
تپه حاج یوسف مربوط به دوره اشکانیان است و در شهرستان شازند، بخش سربند، دهستان مالمیر، روستای حاج یوسف واقع شده و این اثر در تاریخ ۲۶ اسفند ۱۳۸۶ با شمارهٔ ثبت ۲۲۰۶۴ به‌عنوان یکی از آثار ملی ایران به ثبت رسیده است.